# El Pererol
El Pererol és una masia del terme municipal de Castellterçol, al Moianès.
Està situada al sud-oest de la vila de Castellterçol, a l'extrem sud-oest del terme, ran del límit amb Granera. És al nord-oest de Sant Julià d'Úixols, parròquia a la qual pertanyia i al nord de la masia del Solà del Sot, que pertany al terme municipal de Granera.